# Mickaël Borot
Mickaël Borot (Le Robert, Martinica, 31 de mayo de 1975) es un deportista francés que compitió en taekwondo. Ganó dos medallas de plata en el Campeonato Mundial de Taekwondo, en los años 2001 y 2003, y cuatro medallas en el Campeonato Europeo de Taekwondo entre los años 1998 y 2010.

## Palmarés internacional
| Campeonato Mundial | Campeonato Mundial                | Campeonato Mundial | Campeonato Mundial |
| Año                | Lugar                             | Medalla            | Categoría          |
| ------------------ | --------------------------------- | ------------------ | ------------------ |
| 2001               | Jeju (Corea del Sur)              | Medalla de plata   | –84 kg             |
| 2003               | Garmisch-Partenkirchen (Alemania) | Medalla de plata   | –84 kg             |
| Campeonato Europeo |                                   |                    |                    |
| Año                | Lugar                             | Medalla            | Categoría          |
| 1998               | Eindhoven (Países Bajos)          | Medalla de bronce  | –84 kg             |
| 2002               | Samsun (Turquía)                  | Medalla de plata   | –84 kg             |
| 2006               | Bonn (Alemania)                   | Medalla de oro     | +84 kg             |
| 2010               | San Petersburgo (Rusia)           | Medalla de bronce  | +87 kg             |